# 스파이 오퍼레이션
《스파이 오퍼레이션》(프랑스어: Le Grand Blond avec une chaussure noire)은 프랑스에서 제작된 이브 로베르 감독의 1972년 첩보 코미디 영화이다. 피에르 리샤르 등이 출연하였고, 알랭 푸아레 등이 제작에 참여하였다.

## 출연진
- 피에르 리샤르
- 베르나르 블리예
- 장 로슈포르
- 미레유 다르크
- 장 카르메
- 폴 르페르송